# Alburnus sarmaticus
Espèce
Statut de conservation UICN

 EN B2ab(v) : En danger
Alburnus sarmaticus est un poisson d'eau douce de la famille des Cyprinidae.

## Répartition
Alburnus sarmaticus se rencontre en Croatie, Slovénie et en Ukraine et est considérée comme probablement éteinte en Hongrie et Roumanie.

## Description
La taille maximale connue pour Alburnus sarmaticus est de 250 mm. Cette espèce d'eau douce vit également en eau saumâtre où elle peut supporter une salinité jusqu'à 12 ‰.

## Publication originale
- Freyhof & Kottelat, 2007 : Review of the Alburnus mento species group with description of two new species (Teleostei: Cyrinidae). Ichthyological Exploration of Freshwaters , vol. 18, n. 3, p. 213-225[4] (introduction).